# Кушеваць
45°21′ пн. ш. 18°26′ сх. д. / 45.35° пн. ш. 18.43° сх. д.
Кушеваць (хорв. Kuševac) — населений пункт у Хорватії, в Осієцько-Баранській жупанії у складі міста Джаково.

## Населення
Населення за даними перепису 2011 року становило 1028 осіб.
Динаміка чисельності населення поселення:

## Клімат
Середня річна температура становить 11,06 °C, середня максимальна – 25,44 °C, а середня мінімальна – -6,20 °C. Середня річна кількість опадів – 706 мм.
| Клімат поселення                              | Клімат поселення | Клімат поселення | Клімат поселення | Клімат поселення | Клімат поселення | Клімат поселення | Клімат поселення | Клімат поселення | Клімат поселення | Клімат поселення | Клімат поселення | Клімат поселення | Клімат поселення |
| Показник                                      | Січ.             | Лют.             | Бер.             | Квіт.            | Трав.            | Черв.            | Лип.             | Серп.            | Вер.             | Жовт.            | Лист.            | Груд.            |                  |
| Середній максимум, °C                         | 5,80             | 8,10             | 12,70            | 17,23            | 22,32            | 25,44            | 25,30            | 24,91            | 20,90            | 15,40            | 9,42             | 5,43             |                  |
| Середня температура, °C                       | −0,2             | 2,10             | 6,70             | 11,23            | 16,32            | 19,43            | 21,26            | 20,88            | 16,87            | 11,37            | 5,40             | 1,40             |                  |
| Середній мінімум, °C                          | −6,2             | −3,9             | 0,70             | 5,23             | 10,31            | 13,43            | 17,23            | 16,84            | 12,82            | 7,32             | 1,34             | −2,63            |                  |
| Норма опадів, мм                              | 45               | 42               | 43               | 54               | 64               | 91               | 67               | 63               | 52               | 61               | 68               | 56               |                  |
| Середньомісячна швидкість вітру, м/с          | 2.10             | 2.39             | 2.69             | 2.58             | 2.30             | 2.10             | 2.10             | 1.90             | 1.90             | 1.99             | 2.10             | 2.19             |                  |
| Середньомісячна сонячна радіація, кДж/м²·день | 4285             | 6952             | 10916            | 15411            | 19316            | 21239            | 22159            | 20392            | 14991            | 9385             | 4856             | 3594             |                  |
| --------------------------------------------- | ---------------- | ---------------- | ---------------- | ---------------- | ---------------- | ---------------- | ---------------- | ---------------- | ---------------- | ---------------- | ---------------- | ---------------- | ---------------- |
| Джерело:                                      |                  |                  |                  |                  |                  |                  |                  |                  |                  |                  |                  |                  |                  |